# Lista över fornlämningar i Flens kommun (Flen)
Lista över fornlämningar i Flens kommun (Flen) är en förteckning av ett urval av de fornlämningar som finns i Flen i Flens kommun.
| Namn                         | Lämningstyp         | Tillkomsttid | Historisk indelning | Plats | Läge                 | ID-nr          | Bild                                      |
| ---------------------------- | ------------------- | ------------ | ------------------- | ----- | -------------------- | -------------- | ----------------------------------------- |
| Flen 7:1                     | Stensättning        |              | Flen, Södermanland  |       | 59.055853, 16.591008 | 10031900070001 | Ladda upp en bild av detta fornminne      |
| Stenhammar skans (Flen 10:1) | Fornborg            |              | Flen, Södermanland  |       | 59.039233, 16.536743 | 10031900100001 | Ladda upp en till bild av detta fornminne |
| Flen 11:1                    | Gravfält            |              | Flen, Södermanland  |       | 59.042217, 16.574085 | 10031900110001 | Ladda upp en bild av detta fornminne      |
| Flen 12:1                    | Stensättning        |              | Flen, Södermanland  |       | 59.047520, 16.546204 | 10031900120001 | Ladda upp en bild av detta fornminne      |
| Flen 13:1                    | Stensättning        |              | Flen, Södermanland  |       | 59.034348, 16.559502 | 10031900130001 | Ladda upp en bild av detta fornminne      |
| Flen 14:1                    | Stensättning        |              | Flen, Södermanland  |       | 59.032937, 16.567600 | 10031900140001 | Ladda upp en bild av detta fornminne      |
| Flen 15:1                    | Hög                 |              | Flen, Södermanland  |       | 59.039189, 16.581120 | 10031900150001 | Ladda upp en bild av detta fornminne      |
| Flen 15:2                    | Stensättning        |              | Flen, Södermanland  |       | 59.039333, 16.581089 | 10031900150002 | Ladda upp en bild av detta fornminne      |
| Flen 17:1                    | Gravfält            |              | Flen, Södermanland  |       | 59.040050, 16.588074 | 10031900170001 | Ladda upp en bild av detta fornminne      |
| Flen 18:1                    | Stensättning        |              | Flen, Södermanland  |       | 59.014122, 16.564274 | 10031900180001 | Ladda upp en bild av detta fornminne      |
| Flen 19:1                    | Stensättning        |              | Flen, Södermanland  |       | 59.017258, 16.579355 | 10031900190001 | Ladda upp en bild av detta fornminne      |
| Flen 21:1                    | Fornborg            |              | Flen, Södermanland  |       | 59.062278, 16.616757 | 10031900210001 | Ladda upp en bild av detta fornminne      |
| Flen 22:1                    | Gravfält            |              | Flen, Södermanland  |       | 59.052343, 16.676342 | 10031900220001 | Ladda upp en bild av detta fornminne      |
| Flen 23:1                    | Stensättning        |              | Flen, Södermanland  |       | 59.052794, 16.676524 | 10031900230001 | Ladda upp en bild av detta fornminne      |
| Flen 23:2                    | Stensättning        |              | Flen, Södermanland  |       | 59.052778, 16.676685 | 10031900230002 | Ladda upp en bild av detta fornminne      |
| Grevens backe (Flen 25:1)    | Gravfält            |              | Flen, Södermanland  |       | 59.051203, 16.681883 | 10031900250001 | Ladda upp en bild av detta fornminne      |
| Flen 26:1                    | Fornborg            |              | Flen, Södermanland  |       | 59.040149, 16.683981 | 10031900260001 | Ladda upp en bild av detta fornminne      |
| Flen 37:1                    | Stensättning        |              | Flen, Södermanland  |       | 59.056564, 16.562996 | 10031900370001 | Ladda upp en bild av detta fornminne      |
| Flen 38:1                    | Gravfält            |              | Flen, Södermanland  |       | 59.053122, 16.578609 | 10031900380001 | Ladda upp en bild av detta fornminne      |
| Flen 43:1                    | Hög                 |              | Flen, Södermanland  |       | 59.053814, 16.577684 | 10031900430001 | Ladda upp en bild av detta fornminne      |
| Flen 43:2                    | Stensättning        |              | Flen, Södermanland  |       | 59.053466, 16.577918 | 10031900430002 | Ladda upp en bild av detta fornminne      |
| Flen 45:1                    | Stensättning        |              | Flen, Södermanland  |       | 59.049673, 16.670112 | 10031900450001 | Ladda upp en bild av detta fornminne      |
| Flen 48:1                    | Stensättning        |              | Flen, Södermanland  |       | 59.056066, 16.677511 | 10031900480001 | Ladda upp en bild av detta fornminne      |
| Flen 48:2                    | Stensättning        |              | Flen, Södermanland  |       | 59.056122, 16.677307 | 10031900480002 | Ladda upp en bild av detta fornminne      |
| Flen 54:1                    | Röse                |              | Flen, Södermanland  |       | 59.013857, 16.561476 | 10031900540001 | Ladda upp en bild av detta fornminne      |
| Flen 69                      | Stensättning        |              | Flen, Södermanland  |       | 59.039253, 16.585396 | 12000000035170 | Ladda upp en bild av detta fornminne      |
| Flen 74                      | Lägenhetsbebyggelse |              | Flen, Södermanland  |       | 59.046707, 16.608494 | 12000000035175 | Ladda upp en bild av detta fornminne      |
| Flen 76                      | Stensättning        |              | Flen, Södermanland  |       | 59.060561, 16.624365 | 12000000035177 | Ladda upp en bild av detta fornminne      |
| Flen 87                      | Hällristning        |              | Flen, Södermanland  |       | 59.059333, 16.561103 | 12000000091128 | Ladda upp en bild av detta fornminne      |
| Flen 95                      | Lägenhetsbebyggelse |              | Flen, Södermanland  |       | 59.058287, 16.558107 | 12000000091137 | Ladda upp en bild av detta fornminne      |